# Nikon F-301
La Nikon F-301 (N2000 negli USA e Canada) è una SLR per pellicola 24x36 del 1985.
Rappresenta per la Nikon il passaggio dall'uso del metallo a quello della plastica per le fotocamere; l'adozione dei sensori per il Codice DX; il motore di trascinamento pellicola integrato (adesso funge anche per l'aggancio di questa), con velocità di 2,5 fotogrammi al secondo (ftg/sec).
La particolarità della F-301 è che non dispone dell'autofocus (nello stesso anno Minolta presentò la prima sua reflex autofocus, la Minolta 7000 e Canon qualche anno dopo introdurrà la serie Eos).
Come detto prima, la F-301 ha introdotto le basi per le reflex Nikon future (l'anno seguente uscirà la versione aggiornata con autofocus, la Nikon F-501, seguita da un modello ancora più innovativo anche per l'estetica la Nikon F-801 del 1988).

## Caratteristiche
Le modalità di esposizione sono:
- Manuale;
- Semi-automatico a priorità del diaframma;
- Program (normale e tempi rapidi, quest'ultimo definito P HI).
- Dispone di scala di compensazione (usata in Program o a priorità) con uno scarto da +/- 1 EV a +/- 2 EV.
- Le sensibilità  impostabili vanno da 25 a 5000 ISO in DX e da 12 a 3200 in manuale (lo stesso vale anche per la F-501 descritta prima).
- Il riavvolgimento del rullino è manuale.